# Süleyman Çelikyurt
Süleyman Çelikyurt (* 27. Juli 1989 in Osterode am Harz) ist ein deutsch-türkischer Fußballspieler.

## Karriere

### Verein

#### Jugendjahre beim VfL Wolfsburg
Çelikyurt erlernte das Fußballspielen in den Jugendabteilungen diverser Amateurklubs seines Heimatortes Osterode. Zur Saison 2005/06 wechselte er in die Jugendabteilung des VfL Wolfsburg. Hier wurde er in seinem ersten Jahr mit der U-17 des VfL Wolfsburg Meister der U-17-Bundesliga Staffel Nord. Im Viertelfinale der deutschen U-17-Meisterschaft unterlag man dem späteren Meister TSV 1860 München, die u. a. Timo Gebhart und die Zwillingsbrüder Sven Bender und Lars Bender in ihren Reihen hatten, mit 0:1.
Im zweiten Jahr wurde Çelikyurt mit der U-19 Vizemeister der U-19-Bundesliga Staffel Nord und erreichte in der gleichen Saison das Finale des DFB-Junioren-Vereinspokals in Berlin, wo er wiederum auf den TSV 1860 München traf. Das Spiel wurde durch einen Gegentreffer in der Nachspielzeit mit 1:2 verloren.
In seinem letzten Juniorenjahr wurde er Meister der U-19-Bundesliga Staffel Nord. Im Finale der deutschen U-19-Meisterschaft verlor man gegen den SC Freiburg mit 0:2. Çelikyurt wurde so mit dem VfL Wolfsburg deutscher U-19-Juniorenvizemeister.

#### Die ersten Profijahre
Nach dem Ende seiner Jugendzeit wurde Çelikyurt 2008 in die zweite Mannschaft des VfL Wolfsburg, die damals in der viertklassigen Regionalliga spielte, aufgenommen. Nach jeweils einer Spielzeit in den zweiten Mannschaften von Wolfsburg und Hannover 96 wurde er mit RW Essen in Verbindung gebracht. Der Wechsel scheiterte, da RW Essen im Jahr 2010 die Insolvenz beantragt hatte. Çelikyurt wurde von der zweiten Mannschaft von Eintracht Braunschweig verpflichtet, wo er eine Saison verbrachte.
2011 wechselte er zum Regionalligisten SV Wilhelmshaven. Kurz vor seinem Wechsel zum SV Wilhelmshaven trainierte er mit dem türkischen Erstligisten Kayserispor in einem holländischen Trainingslager und bestritt sogar zwei Freundschaftsspiele gegen AZ Alkmaar und FC Getafe. Der Wechsel zu Kayserispor kam jedoch nicht zustande, sodass Çelikyurt zum SV Wilhelmshaven wechselte.

#### Wechsel in die Türkei und Rückkehr
Zum Sommer 2012 lagen Çelikyurt mehrere Angebote aus der Türkei vor. Erst wurde Çelikyurts Wechsel zum türkischen Zweitligisten Çaykur Rizespor bekanntgegeben. Als dieser Wechsel nicht zustande kam, verpflichtete ihn der Ligakonkurrent Denizlispor.
Bei Denizlispor war er ein Publikumsliebling, da er oft durch seinen Kampfgeist und seine Schnelligkeit auffiel. Nach der Saison 2013/14 und 46 Liga-Spielen (zwei Tore) verließ er den Verein, da dieser in finanziellen Schwierigkeiten war und dadurch keine Spielergehälter auszahlen konnte.
Zur Saison 2014/15 wechselte er innerhalb der TFF 1. Lig zu Manisaspor. Bereits zur nächsten Rückrunde zog er zum Drittligisten Gümüşhanespor weiter.
Im Jahr 2017 kehrte er nach Deutschland zurück und spielte dort bis zum Jahr 2019 beim VfB Oldenburg. Dann wechselte er für ein Jahr in die Schweiz zum FC Kreuzlingen.

### Nationalmannschaft
In der Saison 2005/06 nahm er an mehreren Lehrgängen der DFB-Jugendnationalmannschaft teil. Im Oktober 2005 wurde er zweimal in der EM-Qualifikation der deutschen U-17-Nationalmannschaft eingesetzt.
Weiterhin spielte Çelikyurt 2008 zweimal für die türkische U-20-Nationalmannschaft.

## Erfolge
VfL Wolfsburg
- Deutscher A-Junioren-Vizemeister: 2007/08
- DFB-Junioren-Vereinspokal-Finalist: 2006/07